# Hygrophoropsis
Hygrophoropsis (J. Schröt.) Maire ex Martin-Sans (lisówka) – rodzaj grzybów z rodziny lisówkowatych (Hygrophoropsidaceae). W Polsce występują dwa gatunki.

## Charakterystyka
Grzyby saprotroficzne kapeluszowe o blaszkowatym hymenoforze. Blaszki cienkie, czasami widlasto rozgałęzione. Brzeg kapelusza u młodych owocników podwinięty. Zarodniki dekstrynoidalne.

## Systematyka i nazewnictwo
Pozycja w klasyfikacji według Index Fungorum: Hygrophoropsidaceae, Boletales, Agaricomycetidae, Agaricomycetes, Agaricomycotina, Basidiomycota, Fungi.
W 1888 r, Joseph Schröter utworzył takson Cantharellus subgen. Hygrophoropsis, w 1929 r. René Charles Maire i E. Martin-Sans podnieśli go do rangi rodzaju. Polską nazwę nadał Władysław Wojewoda w 2003 r. W polskim piśmiennictwie mykologicznym należące do tego rodzaju gatunki opisywane były także jako pieprznik lub lejkówka. Synonim naukowy: Cantharellus subgen. Hygrophoropsis J. Schröt.
Gatunki występujące w Polsce:
- Hygrophoropsis aurantiaca (Wulfen) Maire 1921 – lisówka pomarańczowa
- Hygrophoropsis macrospora (D.A. Reid) Kuyper 1996[6] – lisówka wielkozarodnikowa[7]
- Hygrophoropsis rufa (D.A. Reid) Knudsen 2008 – lisówka ruda[8]

Nazwy naukowe na podstawie Index Fungorum. Wykaz gatunków i nazwy polskie według W. Wojewody i innych.